# Argyronympha yanuta
Argyronympha yanuta är en fjärilsart som beskrevs av Hans Fruhstorfer 1911. Argyronympha yanuta ingår i släktet Argyronympha och familjen praktfjärilar. Inga underarter finns listade i Catalogue of Life.